# Ommatius prolongatus
Ommatius prolongatus là một loài ruồi trong họ Asilidae. Ommatius prolongatus được Scarbrough miêu tả năm 1985. Loài này phân bố ở vùng Tân nhiệt đới.